# 愛情餐歌
《愛情餐歌》（韓語：사랑찬가）為韓國MBC在2005年播映的週末連續劇，台灣於2006年1月2日在台視八點檔首播，倒數第二集收視突破2%。

## 人物介紹

### 主要角色
- 張瑞希 飾演 吳順真

29歲，畢業於服務類專科學校，曾在賓館工作過2年，在家庭餐館工作過5年，後來，在長泰的推薦下，到ANGELPARK做女服務生，開始了新的生活。這不是普通的女服務生，而是專門負責市場開發的女服務生，是提高職業形像的工作。在父母的關愛下成長，心無雜念，開朗，健康，充滿活力，在規勸風流小子世翰的過程中，讓失去愛情的世翰逐漸感悟到了真愛的意義。
- 田光烈 飾演 姜賽翰[註 1]

38歲，雖是豪門三代，但因父親是小妾的兒子，賽翰自然被排除在豪門的主流之外。超人的能力使他得以繼承了家業，經營建築公司。19歲時遇到了真愛。為了抵抗母親的強烈反對，有意讓她懷孕在先，可是，她在生產兒子姜赫時，撒手人間。此後，曾經有過三次以婚姻為目的的交往，但是，和患有害怕婚姻的人一樣，最終一次也沒能走進結婚禮堂。與他維持三年戀人關係的白素拉提出結婚時，以朋友關係清算了戀人關係，並作為分手禮物贈送白素拉一家高級飯店。歷經挫折和失敗，終於將自己的事業（外餐事業）引向成功。
- 林志恩 飾演 白素拉[註 2]

33歲，曾擔任賽翰的秘書長達七年的時間，也是和賽翰交往多年的戀人。與賽翰情牽多年，分手後卻放不下他，因此作為變得非常極端。

### 順真家
- 林玄植 飾演 吳敬俊

56歲，順真的父親，是個像朋友般的父親。
- 吳美燕 飾演 金智愛

52歲，順真的母親，個性正直純粹。
- 鮮于載德 飾演 吳英男

32歲，個性溫順，如女兒般存在的兒子。

### 賽翰家
- 朴根瀅 飾演 姜東坡

60歲，財閥小妾的兒子，雖然年邁卻仍不成熟，不過腦筋不錯。
- 金智勳 飾演 姜赫

媽媽生他的時候撒手人間，當時爸爸賽翰19歲。爸爸一直留學在外，姜赫在奶媽的手下成長到五歲。他的愛好是賽車，賽車時結識洪秀貞，並謊報自己的年齡，說是25歲，開始了交往。
- 鄭惠先 飾演 金蘭希

83歲，已逝財閥的糟糠之妻，握有龐大權勢，雖然是東坡唯一的阻礙，卻很疼愛姜赫。

### 素拉家
- 梁金錫 飾演 周良子

50歲，素拉與長泰的母親，因為男人的問題而常禍殃兒女。
- 崔成民 飾演 白長泰

29歲，素拉的弟弟，順真的大學同期，並單戀著順真。

### 其他人物
- 金玟 飾演 洪秀貞[註 3]

29歲的她對姜赫謊報自己的年齡，說是25歲，與小她十歲的姜赫深深相愛的神秘人物。凡事都在牢中的哥哥洪頭植的指使下行動。為了報復，頭植命她跟賽翰結婚。接近賽翰失敗後，只好接近姜赫。
- 李承玟 飾演 許珍珠

25歲，畢業於名門大學英文系，懷有灰姑娘的夢想。在亨飪班上認識了英男，隨之墜入愛河。
- 李周炫 飾演 洪頭植[註 4]

秀貞的哥哥

## 製作
該劇原案為《五指》（다섯 손가락），講述五兄妹的故事，由崔允晶編劇、趙重賢執導。原預計飾演老三姜玹株的李多海，由於同時主演SBS週末特別企劃《綠薔薇》，最終因身分乏術而辭演。許英蘭成為接替李多海的人選，並由趙敏基飾演五兄妹的大哥泰株，金玟飾演身陷四角戀的李貞敏。《五指》原定在4月初接檔《漢江戀歌》，卻因劇本抄襲爭議而延宕播出。劇組最終捨棄《五指》的故事，改為製播《她的笑聲》（그녀의 웃음소리），後來正式定名為《愛情餐歌》，講述一個男人與兩個女人在餐廳裡的愛情糾葛，並重新選角。
該劇播出後，因非現實的情境、不正常的人物設定，而收獲觀眾的負評。最終，自原定的50集，縮減至41集，提早終映。

## 其他搭配歌曲
- 台灣緯來戲劇台、台視版本
  - 片頭曲：劉畊宏《彩虹天堂》
  - 片尾曲：
    - 劉畊宏、許慧欣《心動心痛》（前期）
    - 劉畊宏《情畫》（後期）

## 備註
1. ↑  臺灣為依照韓文漢字翻譯，將姓名第二字錯譯為「世」。
2. ↑  臺灣為依照韓文漢字翻譯，將姓名第三字錯譯為「娜」。
3. ↑  臺灣為依照韓文漢字翻譯，將姓名第三字錯譯為「珍」。
4. ↑  臺灣為依照韓文漢字翻譯，將姓名第三字錯譯為「錫」。

## 外部連結
- 官方网站－MBC
- MBC官方宣傳冊 （页面存档备份，存于）
- 官方网站－台視（繁體中文）
- 官方网站－緯來（繁體中文）

| MBC 週末劇                              | MBC 週末劇                                 | MBC 週末劇 |
| --------------------------------------- | ------------------------------------------ | ---------- |
|                                         | 愛情餐歌 （2005年5月14日－2005年10月2日）  |            |
| 驛動的心 （2005年4月2日－2005年5月8日） | 我們結婚吧 （2005年10月8日－2006年4月2日） |            |

| 臺灣 台視主頻 每週一至週五 20:00 - 21:30      | 臺灣 台視主頻 每週一至週五 20:00 - 21:30 | 臺灣 台視主頻 每週一至週五 20:00 - 21:30 |
| --------------------------------------------- | ---------------------------------------- | ---------------------------------------- |
|                                               | 愛情餐歌 （2006年1月2日－2006年2月8日）  |                                          |
| 說不出的愛 （2005年10月24日－2005年12月30日） | 漢江戀歌 （2006年2月9日－2006年4月3日）  |                                          |

| 臺灣 緯來戲劇台 每週一至週五 21:00 - 22:00 · 12月19日起 20:00 - 22:00 · 1月4日 20:00 - 21:00 | 臺灣 緯來戲劇台 每週一至週五 21:00 - 22:00 · 12月19日起 20:00 - 22:00 · 1月4日 20:00 - 21:00                                                                    | 臺灣 緯來戲劇台 每週一至週五 21:00 - 22:00 · 12月19日起 20:00 - 22:00 · 1月4日 20:00 - 21:00 |
| -------------------------------------------------------------------------------------------- | --- | -------------------------------------------------------------------------------------------- |
|                                                                                              | 愛情餐歌 （2006年11月13日－2007年1月4日） |                                                                                              |
| 大清風雲 （2006年9月14日－2006年11月10日）                                                   | 愛情無法擋（九點） （2007年1月4日－2007年5月9日）新月格格（八點） （2007年1月5日－2007年2月7日）New Heart 嶄新的心（八點韓劇） （2008年8月7日 - 2008年9月30日） |                                                                                              |